# Psyche (cràter)
Psyche és un cràter de l'asteroide del tipus Amor (433) Eros, situat amb el sistema de coordenades planetocèntriques a 31.6 ° de latitud nord i 94.6 ° de longitud est. Fa un diàmetre de 4.8 km. El nom va ser fet oficial per la UAI l'any 2003 i fa referència a Psique, en la mitologia grega, l'amant d'Eros i personificació de l'ànima humana.